# Cerdistus rufometatarsus
Cerdistus rufometatarsus är en tvåvingeart som först beskrevs av Macquart 1855.  Cerdistus rufometatarsus ingår i släktet Cerdistus och familjen rovflugor. Inga underarter finns listade i Catalogue of Life.